# Opel Corsa B
La Opel Corsa B è la seconda generazione della Opel Corsa, un'utilitaria del segmento B prodotta da Opel dal 1993 al 2000. Così come per la Opel Corsa A che va a sostituire, la sigla B non fa parte della nominazione iniziale, ma identifica proprio il fatto che si tratta della seconda generazione della Corsa.

## Storia e profilo

### Il contesto
Agli anni novanta del secolo scorso, la Opel si affacciò con una gamma che cominciava a diventare vecchia: ad esempio, la Omega  aveva bisogno di un restyling, la Senator avrebbe dovuto essere rinnovata (in realtà sarebbe stata sostituita dalla nuova generazione della Omega stessa), la Kadett doveva essere sostituita dalla prima generazione dell'Astra e nella parte bassa, la Corsa, venduta nella sua prima serie in oltre 3 milioni di esemplari, stava cedendo il passo ad una concorrenza particolarmente agguerrita ed in rapido rinnovamento proprio in quel periodo: nel 1990 fu infatti lanciata la Clio, mentre nel 1991 fu introdotta la Peugeot 106. Erano state da poco aggiornate le apprezzate Fiat Uno,VW Polo, Seat Ibiza e Peugeot 205. La Fiesta era arrivata da poco alla sua terza generazione, per cui il modello in listino era ancora fresco. Tra l'altro, queste autovetture si rivelarono molto efficaci dal punto di vista commerciale, senza contare che per la metà del 1993 era previsto il lancio della nuova Punto, destinata a raccogliere l'eredità della Uno, una delle più temute rivali della Corsa. Motivi concorrenziali a parte, si doveva inoltre adeguare l'intera produzione alle imminenti normative Euro 1, in vigore a partire dal 1º gennaio 1993.

### Debutto
Fu così che nel 1993, oltre dieci anni dopo il lancio della prima generazione, al Salone di Ginevra venne presentata la nuova Corsa, denominata Corsa B. La produzione fu avviata nello stabilimento Opel di Eisenach, nell'ex-DDR, ed in quello spagnolo di Figueruelas, presso Saragozza.

#### Design interno ed esterno
Il nuovo modello si propose in due carrozzerie di base molto simili tra loro, entrambe a due volumi, ma differenti nella parte posteriore, a seconda che si trattasse della versione a 3 o a 5 porte. La vettura sfoggiava linee molto più arrotondate, secondo lo stile in voga in quel decennio. Arrotondati anche i fari anteriori e posteriori, così come pure il taglio dei finestrini laterali. Questi erano due per lato nella versione a tre porte e tre per lato nella versione a cinque. Ciò fu reso possibile grazie al diverso andamento del montante posteriore, meno inclinato nella versione a cinque porte in maniera tale da lasciare spazio per un terzo, piccolo finestrino. Un'altra differenza molto significativa tra le due varianti di carrozzeria si ebbe nella parte posteriore, dove furono montati portelloni specifici e gruppi ottici di forma differente dall'una all'altra versione. Tornando ad osservare la fiancata della vettura, erano presenti passaruota bombati anche nelle versioni meno grintose, in modo da accentuare lo stile tondeggiante che caratterizzava questo modello.
Anche l'abitacolo della Corsa B propose novità dal punto di vista del design rispetto a quello ormai decisamente datato della precedente Corsa. Più morbide ed arrotondate le forme di plancia, console, volante e cruscotto. Quest'ultimo era sovrastato da una grande palpebra, anch'essa dalla linea arrotondata, mentre nella parte superiore della console era presente un piccolo display che fungeva da orologio, indicatore della data e termometro esterno. Pochissime erano le similitudini stilistiche ed ergonomiche con il posto guida della Corsa A. Tra queste vale la pena citare il posizionamento del comando delle luci di emergenza, rimasto al centro della console centrale.

#### Struttura, meccanica e motori

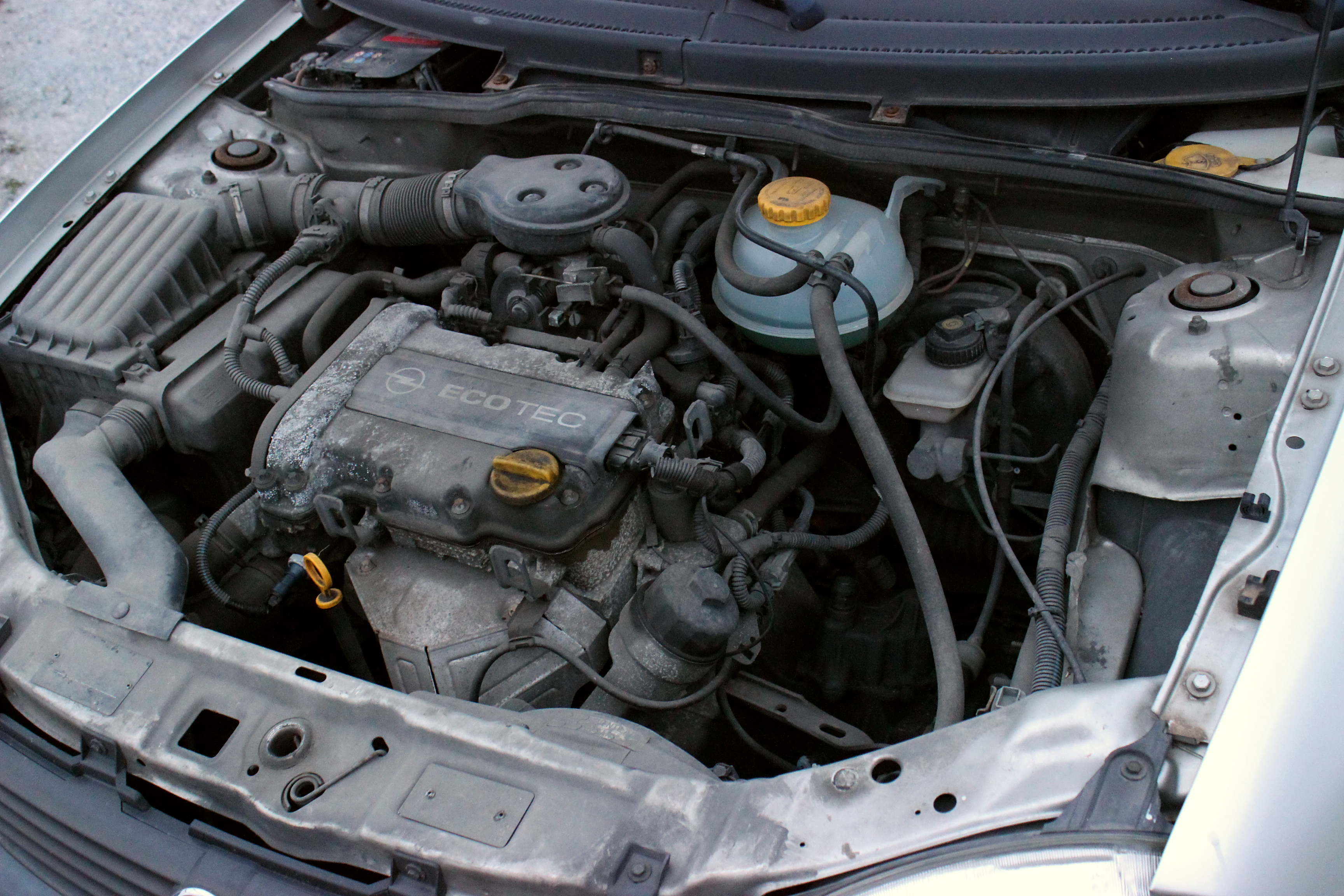
Vano motore di una Corsa 1.0 12V

Dal punto di vista strutturale, la Corsa B fu caratterizzata da un'evoluzione significativa per quanto riguarda la sicurezza passiva: tale evoluzione passò innanzitutto per la scocca, rinforzata in più punti rispetto al modello precedente (montanti, brancardi, telai porta, ecc) e con barre laterali antintrusione.
La meccanica, invece, ripropose soluzioni simili a quelle già viste nella precedente Corsa, a partire dalle sospensioni, con un avantreno a ruote indipendenti e schema MacPherson ed un retrotreno a ruote interconnesse con braccio longitudinale. L'impianto frenante prevedeva freni a disco all'avantreno e tamburi al retrotreno, con ABS disponibile solo a richiesta, ma presente nella lista optional di tutta la gamma, fin dalla versione di base.
La nuova Corsa propose in genere gli stessi motori già montati sulla serie precedente, ma fu inizialmente sospesa la motorizzazione da 1 litro. Oltre a questa novità, le motorizzazioni previste al debutto furono tutte ad iniezione, per soddisfare la normativa Euro 1 entrata in vigore proprio all'inizio del 1993. Inoltre, il cambio divenne a 5 marce su tutta la gamma, ma su alcune versioni fu previsto come optional un cambio automatico a 4 rapporti. Inizialmente, la Corsa B fu quindi prevista nella seguenti motorizzazioni:
- 1.2i: motore da 1196 cm³ con potenza massima di 45 CV;
- 1.4i: motore da 1389 cm³ con alimentazione ad iniezione single-point e con potenza massima di 60 CV;
- 1.5 Diesel: motore diesel aspirato di origine Isuzu da 1488 cm³ di cilindrata con iniezione indiretta e potenza massima di 50 CV;
- 1.5 Turbodiesel: stesso motore della 1.5 Diesel, ma con sovralimentazione mediante turbocompressore e potenza massima salita a 67 CV.

### Evoluzione

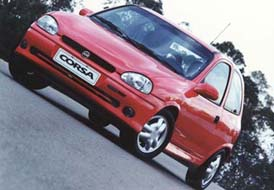
Una Corsa 1.6 GSi 16v, versione di punta della gamma della Corsa B

Poco dopo il lancio fu introdotta anche una nuova versione, ossia la Corsa 1.4 SE, dotata di una versione a iniezione multipoint del noto 1.4 litri che così arrivò ad erogare 82 CV di potenza massima. Entro la fine del 1993, la gamma si arricchì al vertice con l'arrivo della Corsa 1.6 16v GSi, equipaggiata da un'evoluzione del motore della precedente Corsa GSi, che si differenziò dal precedente per la distribuzione a 4 valvole per cilindro e a doppio albero a camme in testa. La potenza massima salì così da 98 a 109 CV e la velocità massima raggiunse i 192 km/h. Su questo modello, l'impianto frenante fu integrato anche dalla presenza dell'ABS di serie.
La Corsa B ebbe subito un notevole successo, basti pensare che alla fine del 1993, anno di debutto e quindi non di produzione piena, gli esemplari prodotti ammontarono a 396 000. Divenne subito una delle vetture preferite dai giovani, specie nelle versioni di punta Sport (ossia la SE a 3 porte) e GSi. Molto apprezzate anche le versioni a gasolio. Meno diffuse, ma abbastanza richieste furono anche le versioni a 5 porte. Vale la pena ricordare una caratteristica comune a non pochi propulsori a benzina facenti parte della gamma motoristica della Corsa B: tali motori possedevano una centralina in grado di cambiare taratura a seconda della posizione di un'apposita chiave elettronica, con il valore di ottani presenti nella benzina utilizzata (91 e 95 ottani, invece i 98 ottani con una chiave su richiesta) e volendo era possibile utilizzare questa chiave per avere caratteristiche di potenza e coppia diversi anche con lo stesso tipo di benzina.
Nel settembre 1994 il modello 1.4 SE fu sostituito da una versione denominata 1.4 16V appunto per la distribuzione a 4 valvole per cilindro e due assi a camme in testa. Tale versione, che erogava 90 CV di potenza massima, divenne la "vice-sportiva" dietro al modello GSi e propose l'ABS come optional. Tuttavia in alcuni mercati la versione da 82 CV continuò a rimanere a listino per poi essere pensionata definitivamente solo nel settembre  del 1995. La versione GSI 16V perse le minigonne, il paraurti sportivo e 3 CV arrivando a 106 cv a causa della sostituzione del motore C16XE con l'unità X16XE. Queste due sigle indicano due varianti dello stesso motore, entrambe facenti parte della famiglia di motori OHC Four. L'unità aggiornata nel 1994, però, si impose perché andò a soddisfare la normativa Euro 2 alla quale in quel periodo avevano iniziato ad adeguarsi anche tutte le altre Case automobilistiche. Grazie all'avvio della produzione anche in altri stabilimenti, la Corsa B raggiunse i 584 000 esemplari al termine di quell'anno, che divennero addirittura 796 000 alla fine dell'anno seguente.
Alla fine del 1996, fu introdotta una nuova motorizzazione diesel aspirata da 1,7 litri e subito dopo la versione 1.5 Turbo Diesel disponibile anche in versione Sport.
Di conseguenza, la 1.5 diesel a motore aspirato esce di produzione.

#### Facelift 1997

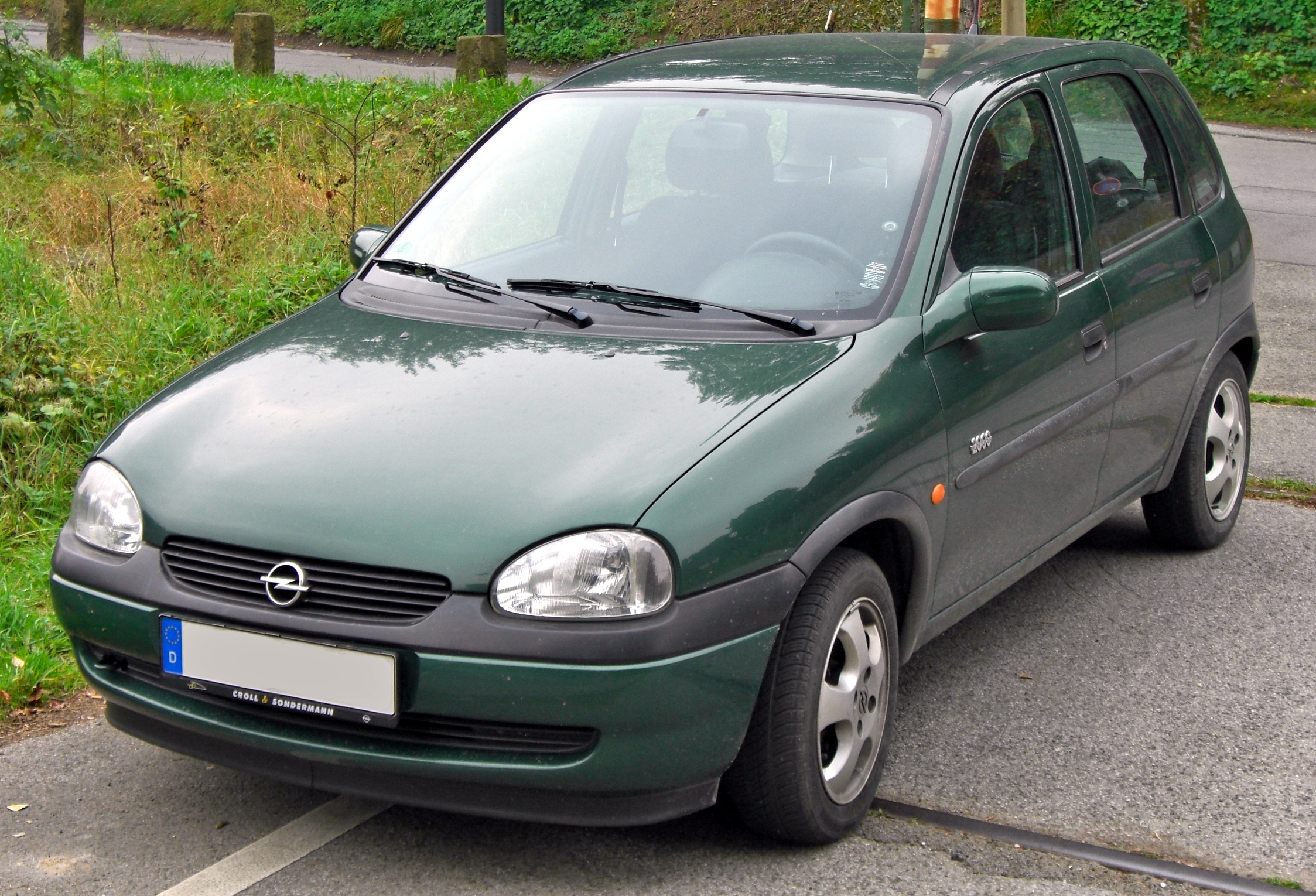
Una Corsa B 5 porte in versione restyling

Nel 1997 ci fu un restyling che comportava la modifica dei paraurti, della mascherina anteriore, più grande, dei loghi posteriori e dei cerchi in lega. Internamente vi furono nuovi rivestimenti per i sedili e l'airbag lato guida divenne ora di serie su quasi tutta la gamma. Vi fu l'introduzione di un nuovo motore a 3 cilindri da 973 cm³ che segnò il ritorno della Corsa alla motorizzazione da 1 litro, temporaneamente sospesa negli ultimi 3 anni. Anche tale motorizzazione (X10XE), l'unica non a 4 cilindri fino a quel momento vista su una Corsa, era a 4 valvole per cilindro ad iniezione multi-point ed erogava 54 CV di potenza massima.
Nel frattempo, la versione berlina a tre volumi, commercializzata in alcuni mercati (Africa, India e con il marchio Chevrolet anche in Sudamerica), venne cancellata dall'elenco delle versioni offerte mentre vennero lanciate quelle pick-up e cabriolet, oltre che una station wagon però basata sulla versione pre-facelift (anche in Europa ed in particolare in Italia), che però non riscosse molto successo.

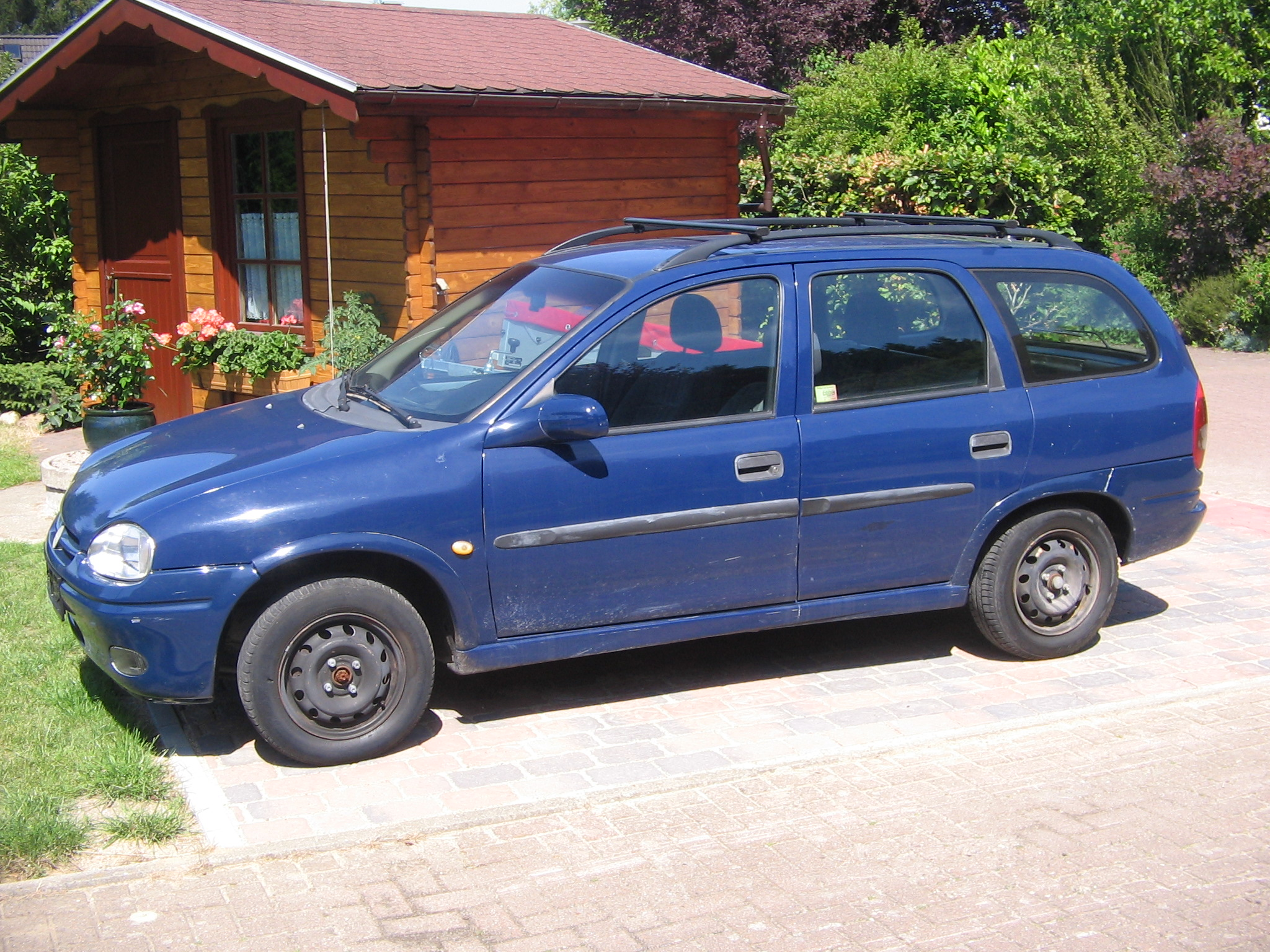
Una Corsa B Station Wagon

Su alcuni mercati, come in Italia, venne immesso anche un modello Van destinato ad essere un veloce mezzo di trasporto per le merci, seppure con capacità limitate di carico.
Nel 1998 in occasione dei mondiali di calcio in Francia venne prodotta la versione speciale "world cup", che portava al debutto il nuovo motore 1.2 16V Ecotec. Realizzato interamente in lega leggera e con la caratteristica degli alberi a camme cavi, questo motore erogava 65 CV ed era di fatto la versione 4 cilindri del precedente 1.0 12V a 3 cilindri. Sempre nel 1998, le versioni della Corsa dotate di airbag ricevettero un nuovo volante a 3 razze derivato direttamente da quello della nuova Astra G. Il nuovo volante, che si riconosce, oltre che per le 3 razze, anche per il logo Opel cromato e in rilievo, ha sostituito l'ormai vecchio volante a quattro razze, simile a quello delle Astra F del 1991 dotate di airbag.
A partire dalla metà del 1998, quindi da quando sono state effettuate queste modifiche, non vi furono più aggiornamenti di rilievo. Tuttavia vale la pena menzionare il fatto che alla fine del 1998 la produzione annua della Corsa B nel mondo sfondò il tetto del milione di esemplari annui. Nel 1999, ad Eisenach fu prodotto il milionesimo esemplare prodotto in tale stabilimento, mentre l'impianto di Saragozza raggiunse ben sei milioni di esemplari. Ma proprio dal 1999 cominciò la fase calante per la carriera della vettura, ma per tenere vivo l'interesse della clientela in attesa del nuovo modello, furono introdotte delle versioni speciali e non, tra cui la "100" del 1999 (che celebra il centenario della nascita del marchio Opel) e la 2000 Edition del 2000 (che celebra l'avvento del nuovo millennio).
Alla fine del 2000 è stata lanciata la sua erede, la Corsa C, che ha fatto concludere la sua produzione, ma le scorte sono state smaltite fino al 2001. Durante il 2000, la Corsa B è stata sottoposta ad un crash test per valutare i progressi ottenuti in materia di sicurezza passiva in seguito agli affinamenti apportati alla vettura nel corso della sua carriera commerciale. Dalle originarie due stelle EuroNCAP ottenute durante un crash test nel 1997,, si passò a tre stelle, confermando quindi la bontà del lavoro dei progettisti Opel.

#### Riepilogo caratteristiche
Di seguito vengono riassunte le caratteristiche relative alle varie versioni previste per la gamma della Corsa B in Europa. I prezzi riportati sono in migliaia di lire e si riferiscono al livello di allestimento meno costoso ed al momento del debutto nel mercato italiano. Le versioni station wagon, come è già stato detto, facevano originariamente parte della gamma prevista per alcuni Paesi dell'America Latina e sono arrivate in Europa solo in un secondo momento per essere commercializzate in alcuni Paesi del Vecchio Continente, tra cui l'Italia. Le date di commercializzazione riportate in tabella si riferiscono quindi solo al mercato italiano.
| Modello            | Carrozzerie disponibili | Anni di produzione | Prezzo al debutto (lire x 1000) | Motore | Cilindrata cm³ | Potenza CV/rpm | Coppia Massima Nm/rpm | Massa (kg) | Velocità Massima km/h | Accelerazione 0–100 km/h | Consumo (l/100 km) |
| Versioni a benzina |                         |                    |                                 |        |                |                |                       |            |                       |                          |                    |
| Corsa 1.0i 12V     | Berlina 2 volumi        | 05/1997-08/2000    | 17.697                          | X10XE  | 973            | 54/5600        | 82/2800               | 930        | 150                   | 18"                      | 6.1                |
| Corsa 1.2i         | Berlina 2 volumi        | 01/1993-08/1994    | 14.575                          | C12NZ  | 1196           | 45/5000        | 88/2800               | 800        | 145                   | 19"5                     | 6.6                |
| Corsa 1.2i         | Berlina 2 volumi        | 08/1994-08/1998    | 15.360                          | X12NZ  | 1196           | 45/5000        | 88/2400               | 800        | 145                   | 19"5                     | 6.6                |
| Corsa 1.2 16V      | Berlina 2 volumi        | 03/1998-08/2000    | 17.600                          | X12XE  | 1199           | 65/5600        | 110/4000              | 875        | 163                   | 14"                      | 6.8                |
| Corsa 1.4i         | Berlina 2 volumi        | 01/1993-03/1996    | 16.230                          | C14NZ  | 1389           | 60/5200        | 103/2800              | 870        | 155                   | 15"                      | 6.6                |
| Corsa 1.4i         | Berlina 2 volumi        | 03/1996-08/1998    | 18.040                          | X14SZ  | 1389           | 60/5400        | 106/3000              | 870        | 155                   | 15"                      | 6.6                |
| Corsa 1.4 SE       | Berlina 2 volumi        | 03/1993-02/1996    | 17.770                          | C14SE  | 1389           | 82/5800        | 114/3400              | 875        | 173                   | 12"5                     | 6.9                |
| Corsa 1.4 16V      | Berlina 2 volumi        | 09/1994-08/2000    | 19.730                          | X14XE  | 1389           | 90/6000        | 125/4000              | 977        | 180                   | 11"                      | 7.9                |
| Corsa 1.4 16V      | Station Wagon           | 12/1998-08/2000    | 24.640                          | X14XE  | 1389           | 90/6000        | 125/4000              | 1.000      | 175                   | 12"5                     | 8.3                |
| Corsa 1.6 16V GSi  | Berlina 2 volumi        | 09/1993-08/1994    | 21.720                          | C16XE  | 1598           | 109/6000       | 150/3800              | 960        | 195                   | 9"5                      | 7.3                |
| Corsa 1.6 16V GSi  | Berlina 2 volumi        | 09/1994-08/2000    | 24.970                          | X16XE  | 1598           | 106/6000       | 148/4000              | 1.015      | 192                   | 9"8                      | 7.2                |
| Versioni a gasolio |                         |                    |                                 |        |                |                |                       |            |                       |                          |                    |
| Corsa 1.5 D        | Berlina 2 volumi        | 01/1993-08/1996    | 16.830                          | 15D    | 1488           | 50/4800        | 90/2400               | 880        | 150                   | 19"5                     | 5.3                |
| Corsa 1.5 TD       | Berlina 2 volumi        | 01/1993-02/1996    | 18.380                          | 15DT   | 1488           | 67/4600        | 132/2600              | 910        | 165                   | 14"5                     | 5.3                |
| Corsa 1.5 TD       | Berlina 2 volumi        | 03/1996-08/2000    | 21.000                          | X15DT  | 1488           | 67/4600        | 132/2600              | 910        | 165                   | 14"5                     | 5.3                |
| Corsa 1.7 D        | Berlina 2 volumi        | 03/1996-08/2000    | 19.170                          | X17D   | 1686           | 60/4500        | 112/2650              | 920        | 152                   | 16"5                     | 5.6                |
| Corsa 1.7 D        | Station wagon           | 12/1998-08/2000    | 24.920                          | X17D   | 1686           | 60/4500        | 112/2650              | 1.000      | 150                   | 18"5                     | 6.4                |

### Le altre Corsa B
La Corsa B ha fatto da base per numerosi altri modelli derivati e commercializzati con varie denominazioni in svariati Paesi nel mondo. Innanzitutto, pochi mesi dopo il lancio, la produzione fu avviata anche nello stabilimento di Azambuja (Portogallo). Inoltre, a partire dal 1994, dalla Corsa B nacque la seconda generazione del Combo, ossia la versione furgonata.
Un discorso a parte meritano le Corsa B assemblate in Sudamerica: esse furono commercializzate con denominazioni differenti da un Paese all'altro. Nel 1994, la Corsa B cominciò ad essere prodotta nello stabilimento di São José dos Campos, nei pressi di San Paolo (Brasile). In tale mercato sarebbe stata commercializzata come Chevrolet Corsa e sarebbe stata insignita del titolo locale di Auto dell'Anno, titolo riassegnatole nuovamente anche l'anno seguente. La Corsa prodotta in Brasile, poi, fu proposta anche in alcune varianti inedite per i mercati europei, tra cui la versione pick-up e la versione berlina 3 volumi. La denominazione di Chevrolet Corsa, tra l'altro, sarebbe stata utilizzata anche per il mercato messicano, dove la vettura cominciò ad essere assemblata a partire dalla fine del 1995 nel sito di Ramos Arizpe. Ma tornando al continente sudamericano, vale la pena citare il fatto che la Corsa B cominciò ad essere prodotta anche in Argentina, nello stabilimento di Rosario, ed anche qui fu commercializzata con il marchio Chevrolet. In Argentina, tra l'altro, fu prodotta anche la già citata versione station wagon che sarebbe stata proposta anche in Italia, sebbene con scarso successo. Nel 1996, la produzione si estese anche ad altri stabilimenti dell'America Latina, ossia quelli presenti in Colombia, Ecuador e Venezuela. A partire dal 2000, mentre in Europa la Corsa B cedette il passo alla Corsa C, in Sudamerica il pianale del vecchio modello fu ancora sfruttato per dare vita a nuove varianti, come la Chevrolet Celta, ossia una Corsa B ristilizzata e con carrozzeria a due volumi, e la Chevrolet Prisma, che invece fu una nuova versione con carrozzeria a tre volumi e con impostazione stilistica ripresa dalla Celta. Entrambe hanno goduto di una lunga carriera commerciale, basti pensare che, se la Prisma è stata tolta di produzione nel 2012 per fare spazio ad una nuova generazione basata su un altro modello del gruppo GM, all'inizio del 2015 la Celta risulta ancora presente nel listino brasiliano.

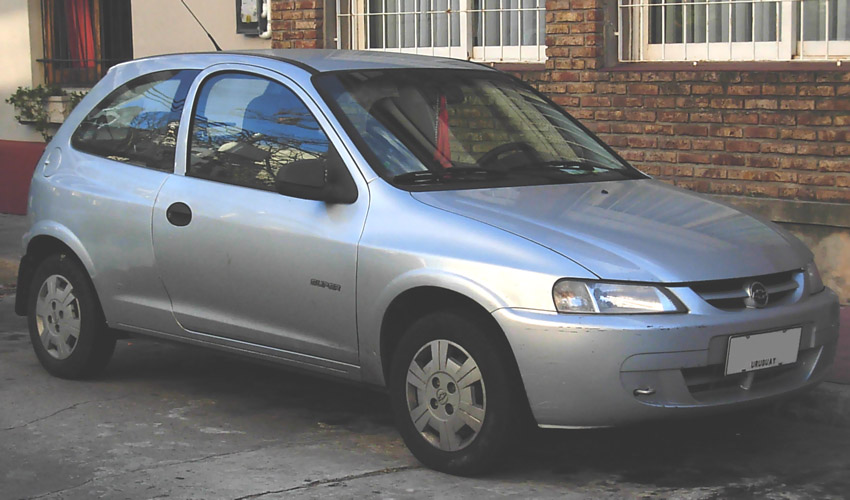
Una Chevrolet Celta

Per quanto riguarda gli altri mercati e gli altri siti di produzione nel mondo, la Corsa B fu prodotta anche in Kenya, dove fu commercializzata come Opel Vita. Con tale denominazione, la Corsa B fu esportata anche in Giappone. Nello stesso periodo la vettura fu esportata (ma non prodotta) anche in Thailandia, Taiwan e Nuova Zelanda ed Australia. Nei due Paesi dell'Oceania, la Corsa fu commercializzata come Holden Barina. Il marchio Holden, infatti, è quello con cui tradizionalmente vengono commercializzati i modelli del gruppo GM in Oceania. La produzione fu estesa da 1996 anche nello stabilimento sudafricano di Struandale, non lontano da Port Elizabeth, dove fu prodotta fino al 2004. Gli ultimi quattro anni di produzione si ebbero quindi accanto a quella della successiva generazione della Corsa. Per distinguere i due modelli, a partire dal 2000 la versione su base Corsa B fu ribattezzata Corsa Swing. Il marchio utilizzato in Sudafrica fu quello della Opel.
Altri Paesi in cui la Corsa B fu commercializzata furono l'India (con il nome di Corsa Sail) e la Cina (con il nome di Buick Sail). Nel Paese mandarino, la vettura fu anche assemblata, precisamente presso lo stabilimento Shanghai-GM. Da qui, la Buick Sail fu anche esportata in Cile. La Buick Sail fu prodotta in Cina fino al 2005, dopodiché fu ribattezzata Chevrolet Sail.
Infine, è importante sottolineare la produzione della Corsa B in Regno Unito, dove fu commercializzata con il tradizionale marchio Vauxhall.

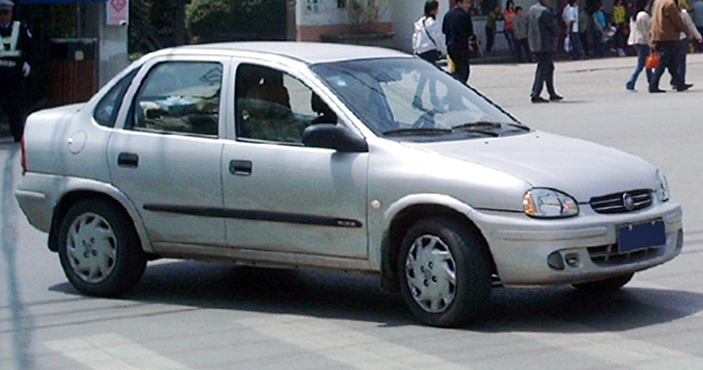
Una Buick Sail, ossia la Corsa costruita in Cina

Sono stati realizzati anche alcuni prototipi sperimentali sulla base della Corsa B. Tra questi il prototipo Eco3, una vettura sperimentale svelata al Salone di Francoforte del 1995 e studiata per testare la possibilità di raggiungere consumi al di sotto dei 3 litri ogni 100 km. Tale modello, equipaggiato con un motore diesel da 1.7 litri, fu l'evoluzione concettuale del prototipo Eco3 realizzato nel 1992 sulla base della precedente Corsa A. Grazie alle linee arrotondate ed aerodinamiche della versione più recente, opportunamente affinate per tale prototipo, il traguardo dei 3 litri fu raggiunto, ed anzi, durante una prova di consumo tenutasi nel 1996, si sarebbero raggiunti anche i 2.69 litri/100 km, un record che conferì alla Eco3 anche un premio per le innovazioni tecniche introdotte. Tale risultato fu ottenuto anche riducendo notevolmente il peso con l'impiego di pannelli carrozzeria in carbonio.